# Villanders
Villanders (wł. Villandro) – miejscowość i gmina we Włoszech, w regionie Trydent-Górna Adyga, w prowincji Bolzano (Tyrol Południowy).
Liczba mieszkańców gminy wynosiła 1908 (dane z roku 2009). Język niemiecki jest językiem ojczystym dla 98,29%, włoski dla 1,37%, a ladyński dla 0,34% mieszkańców (2001).